# Römisch-katholisches Dekanat Memmingen

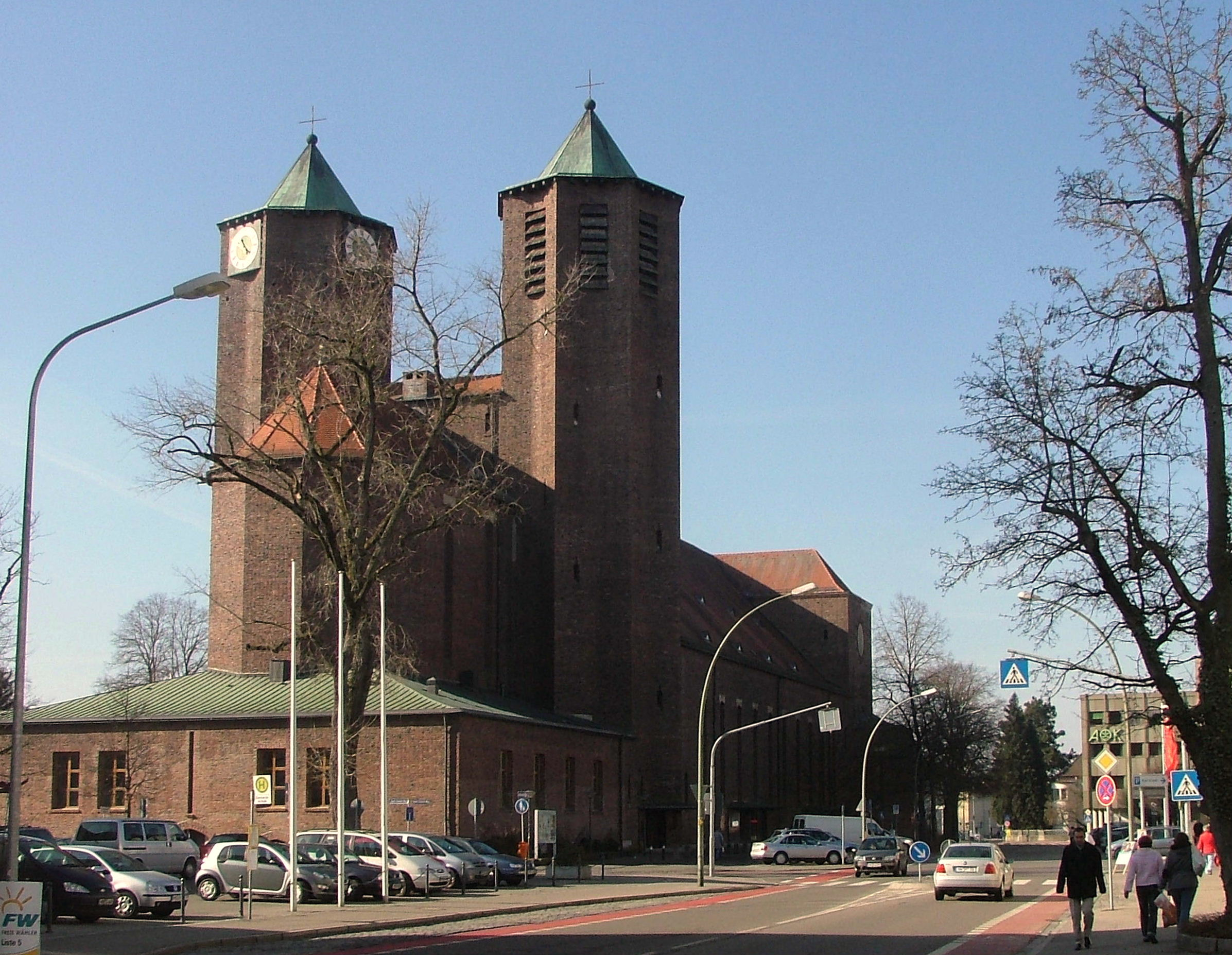
Die Hauptkirche des Dekanats Memmingen – St. Josef

Das römisch-katholische Dekanat Memmingen ist eines von 23 Dekanatsbezirken des Bistums Augsburg der römisch-katholischen Kirche. Hauptkirche des Dekanats ist St. Josef in Memmingen.

## Geographie
Das oberschwäbische Dekanat Memmingen liegt im Südwesten Bayerns an der Landesgrenze zu Baden-Württemberg. Es umfasst im Wesentlichen das Gebiet des Altlandkreises Memmingen und der kreisfreien Stadt Memmingen.

## Geschichte
Bis zum 30. November 2012 war das Dekanat noch geteilt in die Dekanate Memmingen und Ottobeuren. Aufgrund der Strukturreform im Bistum Augsburg wurde das Dekanat Ottobeuren zum 1. Dezember 2012 dem Dekanat Memmingen zugeschlagen. Dekan ist seit 2023 der Erkheimer Pfarrer Ralf Czech. Im Jahr 2024 lebten rund 55.000 Katholiken auf dem Gebiet.  

## Pfarreien
Im Dekanat befinden sich 45 Pfarreien, davon 35 in 8 Pfarreigemeinschaften.

### Stadtgebiet Memmingen
- Pfarreigemeinschaft Memmingen
  - St. Josef mit der Filiale St. Antonius in Ferthofen
  - Mariä Himmelfahrt
  - St. Johannes Baptist
  - Christi Auferstehung
- St. Ulrich, Amendingen mit Filialen St. Johann Nepomuk in Eisenburg und St. Stanislaus Kostka in Trunkelsberg

### Landkreis Unterallgäu
- Pfarreigemeinschaft Babenhausen 
  - St. Andreas, Babenhausen mit der Filiale St. Laurentius in Weinried
  - St. Michael, Kettershausen mit der Filiale St. Leonhard und Sebastian in Mohrenhausen
  - St. Ursus, Klosterbeuren mit der Filiale St. Sebastian in Engishausen
  - St. Vitus, Tafertshofen
  - St. Martin, Winterrieden
  - St. Agatha, Zaisertshofen
- Pfarreigemeinschaft Bad Grönenbach 
  - St. Philippus und Jakobus, Bad Grönenbach
  - St. Cyriakus, Largus und Smaragdus, Niederdorf mit der Filiale St. Johannes in Dietratried
  - St. Vitus, Modestus und Kreszentia Wolfertschwenden
  - St. Peter und Paul, Zell
- Pfarreigemeinschaft Benningen 
  - St. Peter und Paul, Benningen
  - St. Georg, Holzgünz
  - St. Afra, Lachen
  - St. Ambrosius, Memmingerberg
  - St. Johannes Baptist, Ungerhausen
- Pfarreigemeinschaft Erkheim
  - Mariä Himmelfahrt, Erkheim
  - St. Andreas, Attenhausen
  - St. Bartholomäus, Egg an der Günz
  - St. Peter und Paul, Günz
  - St. Martin, Sontheim
  - Mariä Himmelfahrt, Westerheim
- Pfarreigemeinschaft Legau-Illerwinkel 
  - St. Gordian und Epimachus, Legau
  - Mariä Himmelfahrt, Illerbeuren mit den Filialen St. Nikolaus in Kardorf und Heiligste Dreifaltigkeit in Kronburg
  - St. Peter und Paul, Lautrach
  - Zur Schmerzhaften Muttergottes und St. Ulrich, Maria Steinbach
- Pfarreigemeinschaft Markt Rettenbach 
  - St. Jakobus, Markt Rettenbach mit der Filiale St. Leonhard in Gottenau
  - St. Blasius, Engetried
  - St. Otmar, Eutenhausen mit der Filiale Maria vom Berge Karmel in Mussenhausen
  - St. Gordian und Epimachus, Frechenrieden mit der Filiale St. Peter in Altisried
- Pfarreigemeinschaft Ottobeuren 
  - Basilika St. Alexander und Theodor, Ottobeuren
  - St. Georg, Böhen
  - St. Stephan, Hawangen
  - St. Ulrich, Ollarzried
- St. Martin, Boos mit der Filiale St. Anna in Reichau
- St. Peter und Paul, Buxheim
- St. Martin, Heimertingen
- St. Georg, Niederrieden
- St. Gordian und Epimachus, Pleß mit der Filiale Herz-Jesu-Kirche in Fellheim
- St. Ulrich, Dietershofen
- Mariä Himmelfahrt, Kirchhaslach